# Corredor sostenible Txantrea-Labrit
El corredor sostenible Txantrea-Labrit (Txantrea-Labrit igarobide jasangarria, en euskera y de forma cooficial) es un corredor perteneciente a la Red Ciclista de Pamplona, que conecta el centro de Pamplona, al nivel del Palacio Baluarte Jauregia, con el barrio de la Txantrea. 
Su construcción finalizará durante el año 2020, convirtiéndose en el segundo corredor sostenible de Pamplona, por detrás del de Pio XII.
Esta será la primera vez que en la ciudad se señale un carril bici con color rojo, dotando de sentido a la denominación en euskera bidegorria, "camino rojo".

## Recorrido
|  |

### Tramo A
Este primer tramo, que transcurre por la calle Estella/Lizarra kalea, tiene una longitud de 255 m. La calle posee una anchura total de 15 m, y es unidireccional.
|                  |                         | ↑                     |  | '↓ \| ↑'               |                  |
| ← 4,10 m → Acera | ← 2,00 m → Aparcamiento | ← 3,50 m → ⇒ Baluarte |  | ← 2,50 m → Carril Bici | ← 2,40 m → Acera |

### Tramo B
El segundo tramo transcurre por la calle Cortes de Navarra/Nafarroako Gorteen kalea, tiene una longitud de 230 m. La calle posee una anchura total de 14,8 m, y es unidireccional. Asimismo, tiene destinado un carril bus.
|                  | BUS                   | ↓                     |  | '↓ \| ↑'               |                  |
| ← 2,50 m → Acera | ← 3,20 m → Carril Bus | ← 3,00 m → ⇒ Txantrea |  | ← 2,50 m → Carril Bici | ← 2,50 m → Acera |

### Tramo C
El tercer tramo, el que va por la calle Juan de Labrit/Joan Labritekoaren kalea. Tiene una longitud de 180 m y se divide en dos tramos: C1 y C2. El primero es el que se sitúa arriba de la cuesta, cuyo ancho es de 27,05 m y el segundo, el de abajo, mide 23,95 m. La calle es bidireccional, aunque el carril más cercano al casco antiguo es un carril bus.
| Acera ← 2,75 m → | ⇒ Txantrea ← 3,20 m → | ⇒ Ensanche ← 3,00 m → | Carril Bus ← 3,50 m → | Parada villavesa ← 3,05 m → | Carril Bici ← 2,50 m → | Acera ← 9,00 m → |
|                  | ↓                     | ↑                     | BUS                   |                             | '↓ \| ↑'               |                  |

|                  | ↓                     |                    | ↑                     |                    | '↓ \| ↑'               |                  |
| ← 4,00 m → Acera | ← 3,20 m → ⇒ Txantrea | ← 2,00 m → Mediana | ← 3,50 m → ⇒ Ensanche | ← 1,50 m → Mediana | ← 2,50 m → Carril Bici | ← 8,00 m → Acera |

### Tramo D
El cuarto tramo, sin duda el más empinado de todos, transcurre por la calle Vergel kalea. Tiene una longitud de 525 m y mide 14,75 m de ancho. La calle es bidireccional, aunque el carril más cercano al casco antiguo es un carril bus en la parte baja del tramo.
| Acera ← 3,25 m → | ⇒ Txantrea ← 3,50 m → | Mediana ← 1,00 m → | ⇒ Ensanche ← 3,50 m → |  | Carril Bici ← 2,50 m → |
|                  | ↓                     |                    | ↑                     |  | '↓ \| ↑'               |

|                  | ↓                     | ↑                     | BUS                   |  | '↓ \| ↑'               |
| ← 2,00 m → Acera | ← 3,15 m → ⇒ Txantrea | ← 2,90 m → ⇒ Ensanche | ← 3,50 m → Carril Bus |  | ← 2,50 m → Carril Bici |

### Tramo E
Este tramo, el segundo más largo, cruza el río Arga por la calle Magdalena kalea, en las inmediaciones del Puente de la Magdalena. Tiene una longitud de 520 m y mide 15,00 m de ancho, siendo la calle bidireccional. En las inmediaciones de la parada de villavesa, la calzada se estrecha según el modelo de abajo.
| Acera ← 3,30 m → | ⇒ Txantrea ← 3,25 m → | ⇒ Ensanche ← 3,25 m → | Mediana ← 1,75 m → | Carril Bici ← 2,50 m → |
|                  | ↓                     | ↑                     |                    | '↓ \| ↑'               |

|                  | ↓                     | ↑                     |                             | '↓ \| ↑'               |
| ← 2,00 m → Acera | ← 3,25 m → ⇒ Txantrea | ← 3,25 m → ⇒ Ensanche | ← 3,30 m → Parada villavesa | ← 2,50 m → Carril Bici |

### Tramo F
Este tramo, ya dentro del barrio de la Txantrea, también transcurre por la calle Magdalena kalea. Tiene una longitud de 440 m y mide 19,40 m de ancho, siendo la calle bidireccional. Aquí cohabitan dos modelos: el primero, para los aparcamientos en el lado norte, y el segundo, con aparcamiento en el lado sur.
| Acera ← 2,60 m → | ⇒ Txantrea ← 3,00 m → | ⇒ Ensanche ← 3,00 m → | Aparcamiento ← 2,50 m → |  | Carril Bici ← 2,50 m → | Acera ← 5,00 m → |
|                  | ↓                     | ↑                     |                         |  | '↓ \| ↑'               |                  |

|                  |                         | ↓                     | ↑                     |  | '↓ \| ↑'               |                  |
| ← 3,40 m → Acera | ← 2,00 m → Aparcamiento | ← 3,00 m → ⇒ Txantrea | ← 3,00 m → ⇒ Ensanche |  | ← 2,50 m → Carril Bici | ← 2,60 m → Acera |

## Proyecto
Esta línea forma parte del Plan de Ciclabilidad de la ciudad de Pamplona, el cual contará con otras líneas.
Estas son todas ellas:
Conexiones:
- Conexión norte
- Conexión Camino de Santiago
- Conexión Sur
- Conexión oeste

Líneas internas:
- Línea San Juan
- Línea Chantrea
- Línea Mendillorri
- Línea Soto
- Línea Ensanche
- Línea Arrosadia
- Línea Iturrama
- Línea Universidad
- Línea Yamaguchi-Hospitales
- Línea Mendebaldea-Echavacóiz
- Línea San Jorge-Landaben
- Línea Buztintxuri
- Línea Rochapea
- Línea Bus-Bici

Se espera que el proyecto finalice para el año 2013.